# Veritas (Monaldi & Sorti)
Veritas je zgodovinski roman in tretji del niza sedmerih knjig, ki jih skupno pišeta zakonca Rita Monaldi in Francesco Sorti. Tukaj – kot tudi v drugih šestih knjigah - gre za politično-poučni roman v obliki zgodovinske pripovedi; v ozadju je fikcija, domišljija. Gre torej tudi za fikcijski oziroma domišljijski roman. Glavni lik je zopet prepredeni Melani.

## Okoliščine ob izidu prve knjige
“Imprimatur” je prva knjiga iz vrste sedmerih knjig zakoncev Monaldi & Sorti. Knjiga je izšla v Italiji 2002, in je bila preveden takoj v veliko jezikov v skupni večmilijonski nakladi. Imprimatur je bil preveden 2009 tudi v slovenščino.
Zakonca Monaldi & Sorti sta več ko deset let preučevala arhivske vire, da bi napisala Imprimatur, ki je bil preveden po kratkem času v 26 jezikov; med temi ni bila samo angleščina, francoščina ali izvirna italijanščina, ampak tudi nizozemščina, korejščina, hrvaščina, srbščina – in mnogi drugi bolj ali manj znani jeziki – a v skupni nakladi prek dva milijona izvodov, ki so jih prodajali po 60 deželah. Večino izdaj so kupci kar razgrabili in so bile kmalu razprodane. Podoben uspeh je doživela tudi naslednja knjiga iz tega niza - Secretum; kakor pravzaprav vse njune knjige. 
Imprimatur je bil preveden tudi v slovenščino in je izšel pri založbi Učila International v Tržiču; prevedel ga je Miro Bajt (ki je prevedel tudi »Secretum« in »Veritas«).
Sledil mu je Secretum 2010  2010 in Veritas 2011

Napeta zgodba o Melanijevih spletkah je od 2002 presegla glede neposredne prodaje celo takratno vodilno uspešnico Da Vincijevo šifro.
Že v svoji prvi izdaji je Imprimatur zasedel četrto mesto med najbolj prodajanimi knjigami italijanskega dnevnika Corriere Della Sera. 
Kmalu pa se je zataknilo – knjige so zginjale s polic, ponatis se je zavlekel. Zakonca sumita, da so tega krive listine, ki sta jih našla v Vatikanskem arhivu in Državnem arhivu v Rimu, ki naj bi ogrožale  ugled papeža Inocenca XI., katerega je papež Janez Pavel II. menda ravno v tistem času - v jubilejnem letu 2000 - nameraval »posvetiti (prišteti k svetnikom), pa je Vatikan v objavi knjige videl nagajanje in sabotažo, čeprav je bila napisana že veliko prej«, meni Francesco Sorti na predstavitvi hrvaškega prevoda knjige »Secretum« 2008. Vatikanski urad je to kratko zanikal, češ da sta pisanje romanov in posvečenje ali kanonizacija dve različni stvari, in med njima ni nobene zveze. 
Ne gre zanemarjati dejstva, da je takrat vladala v Italiji Berlusconijeva Forza Italia nekako v narodnjaškem duhu s populističnimi gesli kot: »Naprej in najprej Italija, o njej samo dobro in le tisto, kar vzbuja ponos...« V to evforično ozračje spada najbrž tudi takrat nastali film Srce. 
Knjiga "Imprimatur" pa je bila pisana v dokaj kritičnem duhu - na temelju zgodovinskih listin. Roman postavlja v dvom celo nekatera od resnih zgodovinarjev sprejeta stališča. Iz teh in drugih razlogov je slabo naletel. Seveda pa je nesporazum nastal le zaradi napačnega gledanja na roman kot književno vrsto. Tudi tako imenovani zgodovinski roman ni zgodovinski učbenik, saj zgodbi daje življenje in jo povezuje pisateljeva domišljija. Tako ne čudi, da so nekatere domneve in sumi zgodovinarjev v knjigi prikazani kot nepobitna dejstva. 
Najhujše napade pa sta doživljala zakonca Monaldi Sorti od italijanske levice - česar ne moreta še danes razumeti. Najbrž jih je motilo, da se nekdo tako vztrajno peča "s cerkvenimi zadevami". Iz takega po njunem mnenju sovražnega ozračja sta se zakonca umaknila s prvo izdajo druge knjige Secretum na Nizozemsko, kjer pa je kritika papežev bila celo dobrodošla; da pa so se razmere tudi v Italiji spremenile, dokazuje tudi ponatis, pa tudi natis tretje knjige v nizu – Veritas, tudi v Italiji.

## Vsebina

### Sedmeroknižje
Kot tudi naslednji roman iz niza – Secretum - , je tudi Imprimatur v osnovi zgodovinski roman, ki bi ga zaradi napetega dogajanja lahko uvrstili med kriminalke alla Agatha Christie – ali pa tudi med vojni roman, pa seveda tudi med domišljijske romane. 
Secretum poteka 17 let pozneje, torej v jubilejnem letu 1700, ko je v zraku že čutiti grozeče ozračje, ki bo prineslo špansko nasledstveno vojno. Pri Imprimaturju pa dogajanje poteka v ozračju vojne, ki že divja – in sicer muslimanski Turki že oblegajo Dunaj leta 1683 – od česar bo odvisna prihodnost ne le katoliškega, ampak tudi celotnega  krščanstva in zahodne omike sploh. 
Glede svojih romanov pravi Rita Monaldi: »Na trgu je veliko pustolovskih romanov, poučno-zgodovinskih pa ne. Zgodovina pa si zasluži, da si jo zapomnimo zlasti zato, ker nas uči, da ne bi ponavljali napak iz preteklosti, ali da bi jih znali preprečiti; pomaga nam namreč razumeti, kaj je napačno in kam nas to lahko vodi. Najini romani so zgodovinski le v svoji preobleki; v resnici pa so vzgojni."
Celotno zgodbo sestavlja namreč kar sedem romanov, katerih naslovi tvorijo latinski stavek »Imprimatur Secretum Veritas Mysterium Dissimulatio Unicum Opus«; v prevodu bi to pomenilo: »Natisni Skrivnost Resnica Tajna Hinavščina Edinstvenost Delo«. To podaja vodilno misel teh romanov: »Natisne se lahko vsaka skrivnost, resnica je kljub temu tajna in nedosegljiva. Edina stvarnost ostaja hinavščina". 
Najbolj spodbuden vidik njunega ustvarjanja pa je vzorno sodelovanje, ki se kaže v vseh predstavitvah njunih knjig; pa tudi pri odkrivanju izvirnih listin, zasebnih pisem, poročil in dopisovanj, ki jih hranijo evropski arhivi. Tako človek ne more ločiti, kaj je našel ali napisal eden od zakoncev, ker vse delata skupno - kar je dandanes redkost. 

#### Dogajanje Veritasa
Zgodba se odvija februarja 1711. V Evropi besni desetletna Španska nasledstvena vojna in velika kraljestva so se denarno že čisto izčrpala. Kralj Sonce se spomni na svojega najboljšega vohuna - opata Melanija, ki bo kot znamenit pevec-skopljenec lahko edini uspešno posredoval, čeprav je že slep in v letih; na Dunaj pokliče svojega pomočnika pod pretvezo, da ga bo rešil iz revščine v Italiji; premami ga iz revnega Rima na bogati Dunaj, kjer se zaposli kot pooblaščeni kraljevski dimnikar. Čaka ju tvegano poslanstvo, saj morata obvestiti mladega in neizkušenega kralja Jožefa I. o zaroti, ki bi ga lahko stala življenja in spremenila tok zgodovine. 
Istočasno je prišlo na Dunaj turško odposlanstvo – kar postavlja premetenemu vohunu nova vprašanja in nove naloge. Po mestu se začenjajo skrivni, nepojasnjeni in strašni umori. Melanijev pomočnik se poveže s skupino študentov, ki med drugim potujejo s skrivnostno letečo ladjo. 
Roman Veritas potrjuje, da sta zakonca Monaldi & Sorti glede iznajdbe, razvijanja in razpleta spletk najboljša in najplodovitejša današnja pisatelja. 

## Osebe

### Atto Melani
Ob predstavitvi knjige “Secretum” hrvaškemu občinstvu 2008 sta zakonca Rita Monaldi & Francesco Sorti predstavila glavnega junaka - širšemu občinstvu popolnoma neznanega Melanija, ki pa nastopa tudi v "Imprimaturju" in številnih drugih povestih, pravzaprav v vseh sedmih romanih tega niza:
| Hrvaški prevod italijanskega izvirnega besedila | Slovenski prevod |
| --- | --- |
| Riječ je o političkom trileru utemeljenom na istraživanju povijesnih činjenica razdoblja baroka, a radnja je smještena u 1700. godinu u vrijeme Rata za španjolsko naslijeđe i smrti pape Inocenta XI. U tim okolnostima igru vodi najzanimljiviji špijun baroka, opat Atto Melani. „Melanija je zapravo pronašao Francesco. Osamdesetih godina je pisao diplomski rad o ulozi obitelji Melani u povijesti glazbe i poželio napisati suvremeni roman te tematike s baroknim prizvucima. Tad se nismo ni znali, no otkrili smo zajedničku strast prema baroku“, ističe autorica. Atto Melani je operni pjevač kastrat, špijun, diplomat i pisac, „on je spoj dviju duša, duše muškarca i duše žene, kao kastrat idealan je za par pisaca“. | Gre za politično kriminalko, ki temelji na raziskavi zgodovinskih dejstev iz obdobja baroka, a dogajanje je postavljeno v leto 1700, v čas Španske nasledstvene vojne in smrti papeža Inocenca XII. . V teh okoliščinah igro vodi najzanimivejši vohun baroka, opat Atto Melani. »Melanija je pravzaprav našel Francesco. Osemdesetih let (dvajsetega stoletja) je pisal diplomsko delo o vlogi družine Melani v zgodovini glasbe in je zaželel napisati sodoben roman s to tematiko z baročnimi prizvoki. Tedaj se nisva niti poznala; odkrila pa sva skupno strast do baroka«, poudarja avtorica Rita. Atto Melani je operni pevec skopljenec, vohun, diplomat in pisatelj, »on je spoj dveh duš, duše moškega in duše ženske; kot skopljenec je idealen za pisateljski par.“ |

### Drugi liki
»Helen« iz Anglije,  (Boston, MA) ki je ocenila knjigo s 5 zvezdicami od petih dne 29. julija 2013; omenja tudi v knjigi nastopasjoče junake
| Well written, well researched, well translated thriller! | Dobro napisana, dobro preiskana, dobro prevedena kriminalka! |
| --- | --- |
| "Although it is not necessary to have read "Imprimatur" and "Secretum" to enjoy this novel, knowledge of the first two is helpful in understanding the style. Action has moved from Rome to the Imperial City of Vienna, 1711. We encounter our narrator from the first two books; his intelligent and brave wife, Cloridia (with a larger role in this novel); an aged Abbott Atto Melani, still in service to the French crown; and, Ugonino, the corpisantaro. In "Secretum," set in 1700, Melani had promised land/compensation to our narrator, then left town before making good on that promise. The move to Vienna in 1711 is the delayed compensation, that includes a home and position as chimney sweep, for our narrator." | "Čeprav za uživanje v tem romanu ni treba prebrati "Imprimaturja" in "Secretuma", je poznavanje prvih dveh koristno pri razumevanju sloga. Dogajanje se je iz Rima preselilo v cesarsko mesto Dunaj, leta 1711. Tam srečamo našega pripovedovalca iz prvih dveh knjig; spremlja ga njegova bistroumna in pogumna žena Cloridia (z večjo vlogo v tem romanu); ostareli opat Atto Melani, še vedno v službi francoske krone; in Ugonino, korpisantaro. V "Secretumu", postavljenem v leto 1700, je namreč Melani našemu pripovedovalcu obljubil zemljišče / odškodnino, nato pa zapustil mesto, preden je izpolnil to obljubo. Selitev na Dunaj leta 1711 je odloženo nadomestilo, ki za našega pripovedovalca vključuje dom in položaj dimnikarja." |

## Ocena
Na angleškem jezikovnem področju so knjigo ocenili s 4,1 zvezdicami.
Založba »Laguna« iz Srbije
| Porede ih sa Umbertom Ekom i Aleksandrom Dimom | Primerjajo ju z Ecom in Dumasom |
| --- | --- |
| "Rita Monaldi i Frančesko Sorti, koje kritičari često porede sa Umbertom Ekom i Aleksandrom Dimom, opet su uspeli da iskopaju zanimljive podatke u drevnim arihivima. Kao i njihova prethodna dva istorijska trilera – Imprimatur i Secretum – Veritas odiše baroknom atmosferom, otkriva spletke, zavere i falsifikate i tera nas da iz korena promenimo odnos prema istoriji." | "Rita Monaldi in Francesco Sorti, ki ju kritiki pogosto primerjajo z Umbertom Ecom in Aleksandrom Dumasom, sta zopet uspela izkopati v starodavnih arhivih zanimive podatke. Tako kot njuni predhodni zgodovinski kriminalki – Imprimatur in Secretum – tudi Veritas izžareva baročno vzdušje, razkriva spletke, zarote in ponarejanja ter nas sili h korenitemu spreminjanju našega odnosa do zgodovine.“ |

»Vince« iz Italije je ocenil knjigo s 4 zvezdicami od petih dne 4. junija 2020.
| La saga di Atto Melani continua nel mistero | Zgodba o Attu Melaniju se skrivnostno nadaljuje |
| --- | --- |
| "Questo libro è uno dei più intricati della saga dell'abate. Non perché la trama sia più intricata, ma perché le forze sullo sfondo sono oscure e inquietanti. Nel libro si possono vedere, se possibile, le opinioni degli autori sulla storia e su come essa non sia sempre determinata da ciò che si vede in superficie, ma spesso guidata da forze oscure e imperscrutabili. La tesi rasenta il complottiamo.., Comunque, il libro è molto ben scritto e si regge bene anche la valanga di pagine di cui è composto. Uno dei punti di forza è la solita ben nutrita documentazione che porta a volte a deliziose scoperte bibliografiche che mi hanno veramente sorpreso e impressionato, specialmente quelle relative a un paio di accademici tra Modena, Bologna e Padova dell'epoca del libro." | "Ta knjiga je ena najbolj zapletenih v zgodbi o opatu. Ne zato, ker je zaplet bolj zamotan, ampak zato, ker so sile v ozadju temne in srhljive. Knjiga razodeva poglede avtorjev na zgodovino, češ da le-ta ni vedno odvisna od tistega, kar je videti na površju, temveč jo pogostoma vodijo mračne in nedoumljive sile, ki mejijo na zarotništvo… Knjiga je vsekakor zelo dobro napisana in dobro zdrži tudi plaz strani, iz katerih je sestavljena. Ena izmed pomembnih točk je običajna dobro hranjena dokumentacija, ki včasih privede do čudovitih bibliografskih odkritij, ki so me resnično presenetila in navdušila, zlasti tista, ki se nanašajo na nekaj akademikov iz takratnega obdobja med Modeno, Bologno in Padovo." |

»Tullio« iz Italije je ocenil knjigo s 5 zvezdicami dne 31. oktobra 2017.
| Avvincente saga | Premetena zgodba |
| --- | --- |
| "Romanzo consigliato ad appassionati di storia: al di là del romanzo stesso, gli autori Monaldi e Sorti, ricercatori storici per eccellenza, ci raccontano la storia turbolenta dell'Europa a cavallo del 1700, con tutti gli intrighi e gli intrecci storici dell'impero Francese, Spagnolo e Austro-ungarico e ci danno un bellissimo spaccato della vita di Roma e di Vienna a quei tempi. La narrazione risulta a volte un po' "pesante" ma vale veramente la pena leggere questa saga. Rispetto ai primi due libri questo è molto più movimentato e avventuroso: grazie alla notevole capacità narrativa degli autori, sembra davvero di vivere l'avventura con i protagonisti. Consigliatissimo!" | "Roman priporočam ljubiteljem zgodovine: poleg samega romana nam avtorja Monaldi in Sorti, zgodovinska raziskovalca par excellence, pripovedujeta burno zgodovino Evrope na prelomu sedemnajsetega stoletja z vsemi spletkami in zgodovinskimi zapletenostmi francoskega, španskega in avstro-ogrskega cesarstva in nam dajeta lep vpogled v tedanje življenje Rima in Dunaja. Pripoved je včasih nekoliko "težka", vendar je to zgodbo res vredno prebrati. V primerjavi s prvima knjigama je to veliko bolj živahno in pustolovsko: zahvaljujoč izjemni pripovedni sposobnosti avtorjev se zdi, da pustolovščina resnično živi z glavnimi junaki. Nadvse priporočam!" |

»Amazonov bralec« iz Italije je ocenil knjigo s 5 zvezdicami dne 13. junija 2019.
| Garanzia sempre | Trajno jamstvo |
| --- | --- |
| "Monaldi e Sorti una garanzia sempre, gli eredi assoluti di Umberto Eco nei romanzi storici, Italiano splendido e ricercatezza nei fatti e nelle descrizioni, leggi il romanzo e all'ultima pagina sei pronto per una tesi di Laurea su quel periodo storico." | "Monaldi in Sorti sta trajno jamstvo, popolna dediča Umberta Eca v zgodovinskih romanih, čudoviti italijanščini in izbranih dejstvih ter opisih; preberite roman in na zadnji strani ste pripravljeni na diplomsko nalogo o tem zgodovinskem obdobju." |

»Kindlejev bralec« iz Italije je ocenil knjigo s 3 zvezdicami dne 1. septembra junija 2017.
| Meno brillante dei precedenti | Manj sijajen od prejšnjih |
| --- | --- |
| "Ho letto Veritas dopo aver letto con passione ed apprezzato molto i precedenti Secretum ed Imprimatur. Trovo questo romanzo storico meno brillante dei precedenti per originalità della trama, caratterizzazione dei personaggi ed inventiva. Si gira e rigira intorno agli stessi protagonisti dei romanzi precedenti e la narrazione stenta a decollare. In alcuni passi la trattazione è troppo lenta per un romanzo di spionaggio ante litteram. Gli stessi colpi di scena, pur presenti, appaiono meno indovinati e stentano a ravvivare il racconto. Sempre comunque apprezzabile il linguaggio e lo stile." | "Veritas sem prebral nato, ko sem z navdušenjem in velikim priznanjem prebral predhodnika Secretum in Imprimatur. Ta zgodovinski roman se mi zdi manj sijajen od prejšnjih glede na izvirnost zapleta, označevanja likov in iznajdljivost. Obrača se in zopet vrti okoli istih protagonistov kot v prejšnjih romanih in pripoved se trudi vzleteti. V nekaterih odlomkih je razprava prepočasna za vohunski roman ante litteram. Čeprav so prisotni isti preobrati, se zdijo manj premeteni in težko oživijo zgodbo. Jezik in slog pa sta vendarle vedno dragocena." |

»Jaad« iz španskega govornega področja dne 10. julija 2008.
| Un italianismo exagerado, y un antiespañolismo encubuierto. | Pretirano italijanstvo, in zakrinkano protišpanstvo. |
| --- | --- |
| " No lo he terminado, de momento muy decepcionado, hasta la pag.200 no pasa nada......solo se pone de manifiesto un italianismo exagerado por parte de la autora, cuando en la época en que transcurren los hechos ni existia Italia; y un antiespañolismo encubuierto... vamos hablar de Carlos V como emperador de España dentro del imperio austriaco ( nunca como Carlos I), retazos de los siglos XVI y XVII sin referencias a la España imperial como tal..." | "Trenutno ga nisem končal, zelo razočaran, saj se do strani 200 ne zgodi ničesar... razkrije se le pretirano pisateljevo italijanstvo, čeprav v času dogodkov Italija niti ni obstajala; in zakrinkano protišpanstvo .... če govorimo o Karlu V. kot španskem cesarju v avstrijskem cesarstvu (nikoli kot Karlu I.), o ostankih 16. in 17. stoletja brez omembe cesarske Španije kot take..." |

»Moerky« iz Nemčije je ocenil knjigo le z 1 zvezdico (=nezadostno) dne 10. januarja 2008.
| Mein persönlich schlechtestes Buch - ich hasse Utopien! | Po mojem mnenju je to najslabša knjiga – sovražim utopije! |
| --- | --- |
| " Nach einigen Jahren und etlichen Büchern habe ich endlich mein persönlich schlechtestes gefunden : Veritas! In Italien wird es nicht verlegt und wie im Fussball ist auch in dieser Hinsicht das Glück den Italienern hold. Was ist an diesem Buch so schlecht? Ich hasse Utopien. Hier kommt eine Geschichte daher, die sich an der Historie Österreichs orientiert, und da fliegt ein Schiff! Als es das das erste Mal tat, war es nur ein Traum des Protagonisten - doch es hebt auch in der erzählten Realität mehrmals ab, schwebt von sich aus mit Passagieren über Wien, mal hierhin, mal dorthin, und kehrt -ungesteuert- zum Ausgangspunkt zurück. An der Stelle hat die Geschichte jede Glaubwürdigkeit verloren. Egal, was ein Autor ausdrücken will, hier hört alle Geduld auf. Ein weiteres Beispiel : der Wind pfeift - und Simsalabim erklingt auf einem Windspiel aus Bernstein die "Sonate für Basso solo von Gregorio Strozzi". Nein nein und nochmals nein! Nächster Kritikpunkt: selten einen Autor erlebt, der sich fast gar nicht um Spannung kümmert. Es passiert in der Geschichte fast nichts. Und dafür 900 Seiten??? Nächster Punkt: anscheinend haben die Autoren bei ihrem Landsmann Eco abgekupfert; auch für ihn ist typisch, dass er mit einer Fülle von Wissen um sich schmeisst, das keinen interessiert und für die Geschichte keinen wirklichen Nährwert hat. Wieso haben die Autoren nicht auch mal bei ihren Recherchen einen Blick in Horaz, 2. Buch 3. Brief Vers 335 geworfen? "Quidquid praecipies, esto brevis!" Eine gute Frage warf ein Vorrezensent auf, nämlich warum einem solchen Buch nicht der Nobelpreis verliehen würde. Die Antwort: weil die Kommission gute von schlechten Büchern zu trennen versteht. " | "Po nekaj letih in več knjigah sem končno našel osebno svojo najhujšo: Veritas! V Italiji ne bo predstavljena in tako kot v nogometu imajo Italijani tudi v tem pogledu srečo. Kaj je slabega v tej knjigi? Sovražim utopije. Tu imamo pred seboj zgodbo, ki temelji na zgodovini Avstrije; tam pa pluje ladja! Ko je to omenjeno prvič, so bile to samo sanje glavnega junaka - vendar tudi v pripovedni resničnosti večkrat vzleti, lebdi nad Dunajem s potniki, včasih tu, včasih tam in se nenadzorovano vrne na izhodiščno točko. Takrat je zgodba izgubila vso verodostojnost. Ne glede na to, kaj avtor želi izraziti, se tu konča vse potrpljenje. Redko nadalje srečamo avtorja, ki mu je komaj mar za napetost. V zgodbi se skoraj ničesar ne zgodi. In za (to je potrebnih) tistih 900 strani??? Naslednja točka: očitno sta avtorja kopirala od svojega rojaka Eca; tudi zanj je značilno, da se razmetuje z bogatim znanjem, ki nikogar ne zanima in nima prave prehranske vrednosti za zgodovino. Zakaj avtorja med raziskavami nista pogledala Horacija, 2. knjiga, 3. pismo, 335. vrstica? "Quidquid praecipies, esto brevis!" Prejšnji ocenjevalec je postavil dobro vprašanje, in sicer, zakaj takšni knjigi ne bi podelili Nobelove nagrade. Odgovor: ker komisija zna ločiti dobre od slabih knjig." |

»Leseratte« iz Nemčije pa je ocenil knjigo s 5 zvezdicami dne 14. junija 2013.
| Hier bekommt Prinz Eugen "sein Fett weg" | Tukaj izgubi princ Evgen svoje salo |
| --- | --- |
| "Kurz gesagt, dies ist mein bisher liebstes Monaldi & Sorti-Buch! Genau wie die zwei Vorgänger Imprimatur und Secretum habe ich es drei mal gelesen. Wie immer wollen die beiden Autoren Geschichte anders aufzeigen, als sie üblicherweise gelehrt wird. So wird in diesem Fall "Prinz Eugen, der edle Ritter" gar nicht so edel dargestellt wie üblich. Die Befreiung von den Türken ist demgemäß auch nicht seine Glanztat, sondern die eines anderen (ich will nicht zu viel verraten). Ob es stimmt, weiß man nicht, aber wieder schaffen Monaldi & Sorti eine reichliche Beweislast in Form von historischen Quellen heran, die diese Sicht unterstützen. Wenn man in Wien war und sich sowohl das Haus in der Innenstadt, das Eugen von Savoyen gehörte und das Schloss Belvedere angesehen hat, kommt man zu dem Eindruck, dass der Besitzer über ausreichende Finanzen verfügt haben muss." | "To je skratka moja najljubša Monaldi & Sortijeva knjiga do danes! Tako kot dve predhodni, Imprimatur in Secretum, sem jo prebral že trikrat. Kot vedno si avtorja želita zgodovino prikazati drugače kot običajno. V tem primeru "princ Evgen, plemeniti vitez" ni predstavljen tako plemenito kot običajno. Osvoboditev pred Turki zato ni njegovo sijajno dejanje, ampak nekaj drugega (ne želim razkriti preveč). Ni znano, ali je res, toda Monaldi in Sorti znova ustvarjata veliko dokazno breme v obliki zgodovinskih virov, ki podpirajo to stališče. Če ste bili na Dunaju in si ogledali hišo v središču mesta, ki je pripadala Evgenu Savojskemu, in palačo Belvedere, imate vtis, da je imel lastnik dovolj denarja." |